# Duncan I d'Escòcia
Duncan I d'Escòcia (gaèlic escocès Donnchad mac Crínáin, mort el 14 d'agost de 1040) fou rei d'Escòcia, net, per via materna, i successor de Malcolm II, i marit de la germana del pretendent assassinat. Heretà el Regne de Strathclyde de la seva mare. Fou atacat pels noruecs i pels northumbris, alhora que els seus propis nobles l'acusaren de sotmetre's als saxons anglesos. Endemés, en pujar al tron va saltar-se el costum de cenyir alternativament el tron a l'altra branca MacAlpin, que no tenia barons, sinó una noia, Gruoch, casada amb el mormaer (comte celta) Macbeth de Moray. Aquest va dirigir una conspiració contra ell amb suport dels clans gaèlics i el matà. Fou el primer de la casa reial de Dunkel.